# Xu hướng tiêu dùng cận biên
Trong kinh tế học, xu hướng tiêu dùng cận biên (MPC) là một thước đo để đo lường mức tiêu dùng tăng thêm. Theo khái niệm, sự gia tăng chi tiêu dùng cá nhân (tiêu dùng) xảy ra khi thu nhập khả dụng tăng lên (thu nhập sau khi trừ đi thuế và chuyển nhượng). Tỷ lệ thu nhập khả dụng mà một cá nhân dành cho tiêu dùng được gọi là xu hướng tiêu dùng. MPC là tỷ lệ thu nhập bổ sung mà một cá nhân chi cho tiêu dùng. Ví dụ, nếu một hộ gia đình có thu nhập khả dụng là 1 dollar và xu hướng tiêu dùng cận biên là 0,65 thì hộ gia đình đó sẽ tiêu 65 cents và tiết kiệm 35 cents. Rõ ràng, hộ gia đình không thể chi tiêu nhiều hơn 1 dollar nếu không đi vay. MPC ở người nghèo sẽ cao hơn người giàu.
Theo John Mayarnd Keynes, xu hướng tiêu dùng cận biên nhỏ hơn 1.

## Cơ sở
Về mặt toán học, hàm  {\displaystyle {\mathit {MPC}}} được biểu thị dưới dạng đạo hàm của hàm tiêu dùng C đối với thu nhập khả dụng Y, hay nói cách khác đó chính là độ dốc tức thời của đường cong {\displaystyle C}-{\displaystyle Y}
{\displaystyle {\mathit {MPC}}={\frac {dC}{dY}}}
Hoặc xấp xỉ bằng
{\displaystyle {\mathit {MPC}}={\frac {\Delta C}{\Delta Y}}}
Với {\displaystyle \Delta C} là sự thay đổi trong tiêu dùng và {\displaystyle \Delta Y} là sự thay đổi trong thu nhập khả dụng.
Có thể tính xu hướng tiêu dùng cận biên bằng cách chia thay đổi trong tiêu dùng cho thay đổi trong thu nhập, hay {\displaystyle {\mathit {MPC}}=\Delta C/\Delta Y} . Khái niệm MPC có thể được giải thích bằng một ví dụ đơn giản:
| Thu nhập | Chi tiêu |
| -------- | -------- |
| 120      | 120      |
| 180      | 170      |

Giả sử bạn nhận được một khoản tiền thưởng bằng phiếu lương, và số tiền đó nhiều hơn $500 so với thu nhập bình thường hàng năm của bạn. Bạn đột nhiên có thêm $500 so với thu nhập mà bạn kiếm được trước đây. Nếu bạn quyết định dành $400 trong số thu nhập cận biên tăng thêm này cho một bộ đồ công sở mới, thì xu hướng tiêu dùng cận biên của bạn là 0,8 ($400/$500).
Xu hướng tiêu dùng cận biên được đo bằng tỷ lệ thay đổi trong tiêu dùng so với thay đổi trong thu nhập, vì vậy mà nó thường là một con số nằm trong khoảng từ 0 đến 1. MPC có thể lớn hơn 1 nếu đối tượng vay tiền hoặc có các khoản chi tiêu cao hơn thu nhập của họ. MPC cũng có thể nhỏ hơn 0 nếu thu nhập tăng lên dẫn đến sự sụt giảm trong tiêu dùng (điều này có thể xảy ra nếu phần tăng thêm trong thu nhập dành cho tiết kiệm sẽ đáng giá hơn là dành cho mua sắm). Một trừ đi MPC bằng xu hướng tiết kiệm cận biên (trong một nền kinh tế đóng), điều này là rất quan trọng đối với kinh tế học Keynes và là một biến số quan trọng trong việc xác định số nhân. 
Trong mô hình Keynes tiêu chuẩn, MPC nhỏ hơn xu hướng tiêu dùng trung bình (APC) vì trong ngắn hạn, một phần tiêu dùng không thay đổi cùng với thu nhập. Thu nhập giảm (tăng) chưa dẫn đến tiêu dùng giảm (tăng) do mọi người giảm (tăng) một phần tiết kiệm để ổn định tiêu dùng. Trong dài hạn, khi mà sự giàu có và thu nhập tăng lên, tiêu dùng cũng tăng lên, xu hướng tiêu dùng cận biên trong dài hạn sẽ gần với xu hướng tiêu dùng trung bình hơn.
MPC không bị ảnh hưởng nhiều bởi lãi suất; tiêu dùng có xu hướng ổn định so với thu nhập. Theo lý thuyết, người ta có thể nghĩ rằng lãi suất cao sẽ tạo ra khoản tiết kiệm lớn hơn (hiệu ứng thay thế) nhưng lãi suất cao hơn cũng có nghĩa là mọi người không cần phải tiết kiệm nhiều cho tương lai.
Các nhà kinh tế học thường phân biệt xu hướng tiêu dùng cận biên từ thu nhập thường xuyên và xu hướng tiêu dùng bình quân từ thu nhập tạm thời, bởi vì nếu người tiêu dùng kỳ vọng một sự thay đổi trong thu nhập thường xuyên thì họ sẽ có động lực để tăng tiêu dùng. Điều này ngụ ý rằng hệ số nhân trong trường hợp có sự thay đổi dài hạn trong thu nhập sẽ lớn hơn trong trường hợp có sự thay đổi tạm thời trong thu nhập (mặc dù những phân tích của lý thuyết Keynes ban đầu đã bỏ qua điều này). Tuy nhiên, sự khác biệt giữa những thay đổi dài hạn và tạm thời trong thu nhập thường khó nhận biết trong thực tế, và cũng khó để chỉ ra một thay đổi trong thu nhập là dài hạn hay tạm thời. Ngoài ra, xu hướng tiêu dùng cận biên cũng bị ảnh hưởng bởi các yếu tố có thể bắt nguồn từ việc mua sắm như lãi suất hiện hành và mức thặng dư tiêu dùng chung.